# Нова Сажина (гміна)
Гміна Нова Сажина (пол. Gmina Nowa Sarzyna) — місько-сільська гміна у східній Польщі. Належить до Лежайського повіту Підкарпатського воєводства.
Станом на 31 грудня 2011 у гміні проживало 21840 осіб.

## Територія
Згідно з даними за 2007 рік площа гміни становила 144.55 км², у тому числі:
- орні землі: 57.00%
- ліси: 32.00%

Таким чином, площа гміни становить 24.79% площі повіту.

## Населення
Станом на 31 грудня 2011:
| Опис     | Загалом | Загалом | Чоловіки | Чоловіки | Жінки | Жінки |
| -------- | ------- | ------- | -------- | -------- | ----- | ----- |
| одиниця  | осіб    | %       | осіб     | %        | осіб  | %     |
| все      | 21840   | 100     | 10832    | 49.60    | 11008 | 50.40 |
| міське   | 6338    | 100     | 3062     | 48.31    | 3276  | 51.69 |
| сільське | 15502   | 100     | 7770     | 50.12    | 7732  | 49.88 |

## Сусідні гміни
Гміна Нова Сажина межує з такими гмінами: Єжове, Камень, Кшешув, Лежайськ, Лежайськ, Соколів-Малопольський.